# Skärfältens
Skärfältens, även Skärfelten, är en småort i västra delen av Uppsala-Näs socken i  Uppsala kommun, Uppland.
Byn ligger vid riksväg 55 cirka 9 kilometer sydväst om Uppsala centrum. Den består av enfamiljshus samt bondgårdar. Länsväg C 596 går från Skärfältens österut mot Uppsala-Näs kyrka.
Cirka 500 meter sydväst om orten ligger den numera igenvuxna Sätrasjön, som tidvis är vattenfylld.

## Skärfelten järnvägshållplats
Skärfelten nummer 215 var en hållplats i Uppsala-Näs socken på Uppsala-Enköpings Järnväg som öppnades den 14 maj 1912 och lades ned den 12 maj 1968. Hållplatsstugan reparerades och målades år 1945.